# Потокометрія
Потокометрія (рос. потокометрия, англ. flowmetry, нім. Strömungsmesstechnik f) — у нафтодобувній промисловості — вимірювання потоків нафти, води, газу і їх суміші в пористому середовищі пластів і в свердловинах. 
Багатофазні потоки, утворені сумішшю цих речовин, характеризуються об’ємними або масовими співвідношеннями — концентраціями фаз і компонентів. 
Швидкості течії кожної фази в загальному випадку не рівні і можуть істотно відрізнятися від сер. швидкості всього потоку, що зумовлює різні концентрації фаз вздовж каналів течії. Як правило, середня швидкість важчої фази в сталому потоці менша середньої швидкості легшої. Об’ємною концентрацією даної фази (або компонента, наприклад, води в нафті) складного потоку є відношення об’єму цієї фази (компонента) в просторі, що розглядається, наприклад, в даному відрізку труби, до загального об’єму всієї суміші в цьому просторі. Вона характеризує не витрату по фазах, а лише їх об’ємний вміст. 
Витратною концентрацією тієї або іншої фази (компонента) потоку є відношення кількості (об’ємної або масової) даної фази, яка протікає через перетин, що розглядається за одиницю часу, до загальної витрати суміші в цьому перетині. 
Для аналізу і вивчення напряму руху потоків рідини в нафт. і газових пластах використовують непрямі методи: будують карти ізобар; проводять закачування у свердловини рідини з індикаторами — міченими частинками (радіоактивними або хімічними) тощо.